# التربية الجنسية القائمة على الامتناع عن الجنس
التربية الجنسية القائمة على الامتناع عن الجنس (المعروفة أيضًا باسم التثقيف القائم على تجنب المخاطر الجنسية)، هي شكل من أشكال التربية الجنسية التي تعلِّم الامتناع عن ممارسة الجنس خارج إطار الزواج. غالبًا ما تستثني هذه البرامج الأشكال الأخرى من التثقيف المتعلق بالصحة الجنسية والإنجابية، مثل وسائل منع الحمل والممارسات الآمنة للعلاقات الجنسية. في المقابل، تغطي التربية الجنسية الشاملة كلًا من استخدام وسائل منع الحمل والامتناع عن الجنس.
لا تدعم الأدلة العلمية فعالية التربية الجنسية القائمة على الامتناع عن الجنس. فقد ثبت أنها غير فعالة في الحد من مخاطر الإصابة بفيروس نقص المناعة البشرية HIV في العالم المتقدم. كما أنها لا تؤدي إلى خفض معدلات النشاط الجنسي أو الحمل غير المخطط له عند مقارنتها بالتربية الجنسية الشاملة.
يُعَدّ موضوع التربية الجنسية القائمة على الامتناع عن الجنس مثيرًا للجدل في الولايات المتحدة، حيث يرى مؤيدوها أن التربية الجنسية الشاملة تشجع على الممارسات الجنسية قبل الزواج، في حين يقول منتقدوها بأنها مدفوعة بدوافع دينية، وأن هذا النهج لم يثبت عدم فعاليته فقط، بل إنه قد يكون ضارًا بالأهداف التي يسعى إلى تحقيقها أساسًا.

## وصف
تعلّم برامج التربية القائمة على الامتناع عن الجنس الأطفالَ والمراهقين الامتناع عن النشاط الجنسي، باعتباره الوسيلة الوحيدة الأكيدة لتجنب الحمل والعدوى المنقولة جنسيًا (STIs). ومع التركيز الشديد على أهمية « القيم العائلية»  ، تُعلِّم هذه البرامج أيضًا أن الامتناع عن الجنس حتى الزواج هو الهدف الذي يجب اتباعه في الحياة. منذ عام 2019، أنفقت الحكومة الفيدرالية 110 ملايين دولار سنويًا على برامج التربية الجنسية القائمة على الامتناع عن الجنس.
في الولايات المتحدة، يمكن للولايات التقدم بطلب للحصول على تمويل فيدرالي لبرامج التربية الجنسية القائمة على الامتناع عن الجنس من خلال أحد البرامج الثلاثة: الباب الخامس (Title V)، قانون حياة الأسرة للمراهقين (AFLA)، أو التثقيف المجتمعي القائم على الامتناع عن الجنس (CBAE). وللتأهل للحصول على التمويل، يجب أن تستوفي البرامج الشروط المنصوص عليها في قانون الضمان الاجتماعي، والتي تنص على ما يلي:
(2) لأهداف هذا القسم، يُقصد بمصطلح «التربية القائمة على الامتناع عن الجنس» أي برنامج تعليمي أو تحفيزي يقوم بما يلي:
(أ) يهدف حصريًا إلى تعليم الفوائد الاجتماعية والنفسية والصحية التي تتحقق من الامتناع عن النشاط الجنسي؛
(ب) يعلّم أن الامتناع عن النشاط الجنسي خارج إطار الزواج هو المعيار أو الهدف المتوقع لجميع الأطفال في سن الدراسة؛
(ت) يعلّم أن الامتناع عن النشاط الجنسي هو الطريقة الوحيدة الأكيدة لتجنب الحمل خارج إطار الزواج، والأمراض المنقولة جنسيًا، وغيرها من المشكلات الصحية المرتبطة بذلك.
(ث) يعلّم أن الزواج الأحادي القائم على الإخلاص المتبادل هو المعيار والهدف المتوقع للنشاط الجنسي البشري.
(ج) يعلّم أن النشاط الجنسي خارج إطار الزواج من المرجح أن يكون له آثار نفسية وجسدية ضارة.
(ح) يعلّم أن إنجاب الأطفال خارج إطار الزواج من المرجح أن تكون له عواقب ضارة على الطفل، ووالديه، والمجتمع.
(خ) يعلّم الشباب كيفية رفض العروض الجنسية، وكيف أن تعاطي الكحول والمخدرات يزيد من قابليتهم لهذه العروض.
(د) يعلّم أهمية تحقيق الاكتفاء الذاتي قبل الانخراط في النشاط الجنسي.
بدأ تمويل هذه البرامج في الثمانينيات واستمر في الزيادة منذ ذلك الحين، إلا أن الدعم لهذه البرامج والتشريعات المرتبطة بها أصبح يعتمد على الإدارة الحاكمة. على سبيل المثال، زادت إدارة جورج دبليو بوش التمويل الفيدرالي لبرامج الامتناع عن الجنس فقط (وهو النوع الوحيد الذي تم تمويله حتى في عهد إدارة كلينتون السابقة)، في حين عكست إدارة باراك أوباما هذا الاتجاه ووفرت المزيد من الأموال الفيدرالية للتربية الجنسية الشاملة. أما إدارة دونالد ترامب، فقد قامت بقطع المنح المقدمة للتربية الجنسية الشاملة واقترحت زيادة التمويل لبرامج التربية القائمة على الامتناع عن الجنس.  واستمر التمويل المتزايد لهذه البرامج خلال إدارة جو بايدن.

## الفعالية
أظهرت المراجعات المنهجية للأبحاث التي تقيم برامج التربية الجنسية القائمة على الامتناع عن الجنس أنها غير فعّالة في منع الحمل غير المقصود أو انتشار الأمراض المنقولة جنسيًا، إلى جانب العديد من النقاط السلبية الأخرى. وقد أوصت أكاديمية الأطفال الأمريكية بعدم استخدام برامج التربية الجنسية القائمة على الامتناع عن الجنس لأنها غير فعّالة، ولأن وسائل الإعلام تنقل بشكل متكرر معلومات عن طرق أخرى غير الامتناع عن الجنس.

### انتقال الأمراض المنقولة جنسيًا
أظهرت دراسة تحليلية شاملة لعام 2015 أن برامج الامتناع عن الجنس لم يكن لها تأثير على احتمالية الإصابة بالأمراض المنقولة جنسيًا.
تشير مراجعة منهجية من كوشران Cochrane إلى أن التربية الجنسية القائمة على الامتناع عن الجنس لا تزيد ولا تقلل من خطر الإصابة بفيروس نقص المناعة البشرية (HIV) في البلدان ذات الدخل المرتفع. وفي العالم النامي، لا يوجد دليل على تأثير هذه البرامج.
في عام 2008، قام دوجلاس كيربي بمراجعة الأدلة الخاصة بفعالية برامج التربية الجنسية القائمة على الامتناع عن الجنس ووجد أدلة قليلة تبرر استخدام هذه البرامج.
أظهرت دراسة تحليلية شاملة في عام 2011 أن هذه البرامج غير فعّالة في تقليل خطر الإصابة بفيروس HIV بين المراهقين.
كما تبين أن برامج الامتناع عن الجنس قد تتضمن معلومات طبية مضللة وتستبعد معلومات قد تكون حيوية لتقليل مخاطر الجنس.
وجدت دراسة عام 2016 أن «البرامج التي تفرضها الولايات على الامتناع عن الجنس على مستوى الولايات لا تؤثر على معدلات الولادة أو الإجهاض بين المراهقين، على الرغم من أننا نجد أن السياسات على مستوى الولايات قد تؤثر على معدلات الأمراض المنقولة جنسيًا بين المراهقين في بعض الولايات.»  
صورة 2: لافتة لتشجيع الامتناع عن ممارسة الجنس في غانا كوسيلة للوقاية من فيروس نقص المناعة البشرية/الإيدز (2005).

## الحمل
لا تدعم الأدلة التربية الجنسية القائمة على الامتناع عن الجنس حتى الزواج. أظهرت الأبحاث في الولايات المتحدة أن التعليم القائم على الامتناع عن الجنس يرتبط بزيادة معدلات حمل المراهقات ومعدلات الولادة بين المراهقات. في المقابل، تؤدي التربية الجنسية الشاملة إلى تقليل معدلات الولادة عند المراهقات. ويرجع الانخفاض في معدلات الحمل بين المراهقات خلال الفترة من 1995 إلى 2002 إلى حد كبير إلى تحسين وسائل منع الحمل، وانخفاض خطر الحمل بين المراهقات في سن 18 أو 19 يرجع إلى انخفاض ممارسة الجنس غير المحمي.
أشار تقرير صادر عن معهد جوتماشر في عام 2010 إلى أن معدلات الحمل بين المراهقات من سن 15 إلى 19 قد عادت إلى الارتفاع في عام 2006، بالوصول إلى ذروة حملة «الامتناع عن الجنس فقط» في الولايات المتحدة.
بينما تم ربط التربية الجنسية بتأخير أول تجربة جنسية للمراهقين، إلا أن برامج الامتناع عن الجنس فقط لم تظهر هذا الرابط، ولا يبدو أنها تؤثر على ما إذا كان الشباب سيبدؤون في ممارسة الجنس أو متى سيبدؤون.

## المجتمع والثقافة

### الدعم
يُؤكد مؤيدو التربية الجنسية القائمة على الامتناع عن الجنس على أن هذه الطريقة أفضل من التربية الجنسية الشاملة لأنها تركز على تعليم الأخلاق التي تحدد العلاقة الجنسية داخل إطار الزواج، وأن ممارسة الجنس قبل الزواج وفي سن مبكرة لها تأثيرات سلبية جسدية وعاطفية كبيرة. بالإضافة إلى ذلك، غالبًا ما تعلم برامج الامتناع عن الجنس الشباب أن المتعة في الجنس تكون موجودة في أكثر الأحيان ضمن إطار الزواج، وبالتالي يجب عليهم الانتظار حتى يتزوجوا لممارسة النشاط الجنسي. بشكل عام، تُعطي التربية القائمة على الامتناع عن الجنس أهمية كبيرة لمؤسسة الزواج، ويعتقد بعض المؤيدين لها أن هذا يسمح للشباب بالنمو والتطور كأفراد.
يشير المؤيدون للتربية الجنسية القائمة على الامتناع عن الجنس إلى أن التربية الجنسية الشاملة تشجع على ممارسة النشاط الجنسي قبل الزواج بين المراهقين، وهو أمر يجب محاربته في عصر ينتشر فيه فيروس نقص المناعة البشرية (الإيدز) والأمراض الأخرى المنقولة جنسيًا غير القابلة للشفاء، وعندما يكون حمل المراهقات مصدر قلق مستمر. وفقًا لمعهد جوتماشر، كان قانون حياة الأسرة للمراهقين، أو AFLA، برنامجًا لمدة خمس سنوات بتكلفة تقديرية بلغت حوالي 250 مليون دولار. يدعم العديد من مؤيدي التربية الجنسية القائمة على الامتناع عن الجنس هذا النظام بناءً على الاعتقاد بأن تقديم أدلة شاملة عن الجنس أو معلومات حول وسائل منع الحمل سيؤدي في النهاية إلى أن يسعى المراهقون بشكل مستمر لممارسة الأنشطة الجنسية، بينما يعارض آخرون تأييد وسائل منع الحمل لأسباب دينية. قد يرى البالغون أن المراهقين أقل ذكاءً وأقل مسؤولية، وغير قادرين على التحكم في أنفسهم بسبب هرموناتهم. ونتيجة لذلك، تُعتبر الرغبة الجنسية للمراهق شيئًا يجب التحكم فيه، مما يفصل المراهقين في أذهان البالغين إلى فئتين: «البريء والجاني، الضعيف والمفترس، النقي والمفسد».